# Mistrzostwa Rumunii w rugby union (1914)
Mistrzostwa Rumunii w rugby union 1914 – pierwsze mistrzostwa Rumunii w rugby union.
Odbyły się w roku 1914 w formie dwumeczu pomiędzy dwoma klubami z Bukaresztu. Zespół TCR București dwukrotnie pokonał Sporting Club: 8-0 oraz 6-3.